# Autobahn (album)
| Recensione        | Giudizio       |
| ----------------- | -------------- |
| AllMusic          |                |
| Ondarock          | Pietra Miliare |
| SentireAscoltare  |                |
| Storiadellamusica |                |

Autobahn è il quarto album in studio del gruppo musicale tedesco Kraftwerk, pubblicato nel novembre 1974 dalla Philips Records.
Oltre a essere ritenuto uno dei loro capolavori, il disco contribuì a rendere la formazione nota a livello internazionale.

## Descrizione
Registrato nel Kling Klang Studio di Düsseldorf a partire dal mese di maggio del 1974 e pubblicato tre mesi più tardi, Autobahn ("autostrada", in tedesco) venne registrato con il percussionista Wolfgang Flür e il violinista Klaus Roeder, che si unirono al gruppo durante le sessioni. L'album presenta alcune peculiarità rispetto agli album di musica sperimentale usciti in precedenza: gli strumenti elettronici (sintetizzatori e batteria elettronica) prevalgono su quelli acustici (violino, chitarra e flauto), mentre la musica è divenuta più melodica, fruibile e orecchiabile.

### Brani
La title track, Autobahn, una suite della durata di quasi ventitré minuti, vede il gruppo adoperare quasi tutti gli strumenti per rappresentare un viaggio lungo un'autostrada. Gli effetti sonori adoperati nel brano includono l'accensione di un motore, un clacson, e il frusciare degli alberi.  Spesso ritenuta la traccia più importante dell'album, Autobahn unisce sonorità minimaliste a melodie orecchiabili, ed è ritenuta la precorritrice di molta musica elettronica popolare (inclusi l'electro-funk, l'ambient e il synth pop).
Il brano seguente, intitolato Kometenmelodie, è strutturato in due parti: la prima, più lenta e cupa, funge da introduzione, mentre la seconda, più dinamica, è la sezione principale. Il brano è stato dedicato alla cometa Kohoutek.
La quarta traccia dell'album, Mitternacht (in italiano: "Mezzanotte"), è anch'essa strumentale. Oltre ad essere caratterizzata dalla presenza di molti suoni pre-registrati (ululati di cani, passi, cigolii ed altri) che trasmettono inquietudine, la traccia riprende le sonorità sperimentali dei primi lavori del gruppo.
Il brano che chiude l'album, Morgenspaziergang, è un pezzo strumentale strutturato in due parti: la prima è essenzialmente un collage sonoro che riproduce canti di uccelli e lo scorrere di un ruscello, mentre la seconda, arrangiata con un pianoforte elettrico, una chitarra e un flauto, è il brano vero e proprio.

### Copertina
La copertina dell'album, disegnata dal pittore Emil Schult, mostra un'autostrada che si snoda su due vallate, percorsa da una Volkswagen Maggiolino bianca e da una Mercedes nera.

## Tracce
Testi e musiche di Ralf Hütter e Florian Schneider.
1. Autobahn – 22:30
2. Kometenmelodie 1 – 6:20
3. Kometenmelodie 2 – 5:44
4. Mitternacht – 4:40
5. Morgenspaziergang – 4:00

## Formazione
Gruppo
- Ralf Hütter – voce, elettronica, sintetizzatore, organo, pianoforte, chitarra, batteria elettronica
- Florian Schneider – voce, vocoder, elettronica, sintetizzatore, flauto traverso, batteria elettronica
- Wolfgang Flür – batteria elettronica (traccia 3)
- Klaus Röeder – violino elettrico (traccia 4)

Produzione
- Ralf Hütter – produzione, ricostruzione copertina (riedizione del 2009)
- Florian Schneider – produzione
- Konrad Plank – registrazione al Kling Klang Studio, missaggio al Conny's Studio
- Emil Schult – copertina
- Barbara Niemöller – fotografia (riedizione del 2009)
- Johann Zambryski – ricostruzione copertina (riedizione del 2009)

## Classifiche

### Classifiche settimanali
| Classifica (1975-2020) | Posizione massima |
| ---------------------- | ----------------- |
| Canada                 | 5                 |
| Germania               | 7                 |
| Nuova Zelanda          | 7                 |
| Paesi Bassi            | 11                |
| Regno Unito            | 4                 |
| Stati Uniti            | 5                 |
| Svezia                 | 27                |
| Svizzera               | 77                |

### Classifiche di fine anno
| Classifica (1975) | Posizione massima |
| ----------------- | ----------------- |
| Germania          | 18                |
| Canada            | 35                |
| Stati Uniti       | 84                |

## In altri media
Il titolo dell'album dei Kraftwerk viene omaggiato nel film Il grande Lebowski, dov'è presente un gruppo musicale fittizio chiamato appunto Autobahn, che veste come i Kraftwerk del singolo Die Roboter.